# Nova Guarda
A Nova Guarda foi uma organização paramilitar fascista australiana de curta duração, que emergiu da Velha Guarda sediada em Sydney em 1931, durante a Grande Depressão. Foi a maior e mais bem-sucedida organização fascista da história australiana.
A Nova Guarda é conhecida pela sua violenta agitação contra o primeiro-ministro de Nova Gales do Sul, Jack Lang. Foi fundada e liderada por Eric Campbell, um veterano da Primeira Guerra Mundial e ex-membro da Velha Guarda. No seu auge, o número de membros foi estimado em cerca de 50.000. Os membros do grupo eram predominantemente anglo-protestantes, monarquistas e anti-comunistas.